# 済生会中和病院
済生会中和病院（さいせいかいちゅうわびょういん）は、奈良県桜井市にある公的病院。管理型臨床研修病院や地域災害拠点病院、第二種感染症指定医療機関などの指定を受けている。

## 沿革
- 1954年（昭和29年）6月1日 - 開院[1]。
- 1965年（昭和40年）1月 - 第一期工事が完成。
- 1973年（昭和48年）9月 - 第二期工事が完成。
- 1983年（昭和58年）8月 - 第三期工事が完成。
- 2001年（平成13年）4月 - 第四期工事が完成。
- 2015年（平成27年）7月 - 地域医療支援病院承認[1]。

## 診療科
- 内科
- 外科
- 整形外科
- 泌尿器科
- 脳神経外科
- 小児科
- 眼科
- 耳鼻咽喉科
- 放射線科
- 麻酔科
- リハビリテーション科
- 皮膚科
- 循環器科
- 精神科
- 乳腺外科
- 病理診断科
- 婦人科（分娩の取り扱いなし）

## 医療機関の指定・認定
（下表の出典）
| 保険医療機関 | 第二種感染症指定医療機関                                 |
| 高齢者の医療の確保に関する法律に規定する医療保険各法及び同法に基づく療養等の給付の対象とならない医療並びに公費負担医療を行わない医療機関 | 母体保護法指定医の配置されている医療機関                 |
| 労災保険指定医療機関 | 地域医療支援病院                                         |
| 指定自立支援医療機関（更生医療） | 災害拠点病院（地域）                                     |
| 指定自立支援医療機関（育成医療） | 臨床研修病院                                             |
| 指定自立支援医療機関（精神通院医療） | 在宅療養後方支援病院                                     |
| 身体障害者福祉法指定医の配置されている医療機関                                                                                           | DPC対象病院                                              |
| 生活保護法指定医療機関 | 指定小児慢性特定疾病医療機関                             |
| 指定養育医療機関 | 難病の患者に対する医療等に関する法律に基づく指定医療機関 |
| 原子爆弾被害者一般疾病医療機関 | 無料低額診療事業実施医療機関                             |

- 救急告示病院（二次救急）[5]
- 奈良県DMAT指定病院[1]
- 公益財団法人日本医療機能評価機構認定病院[6]
- このほか、各種法令による指定・認定病院であるとともに、各学会の認定施設でもある。

## 交通アクセス
- JR・近鉄各線「桜井駅」より徒歩約15分[7]
- 桜井駅南口より奈良交通バス・〔37〕石舞台行き乗車、「仁王堂」停留所下車すぐ[7]